# Alexandre Dumas (stanice metra v Paříži)

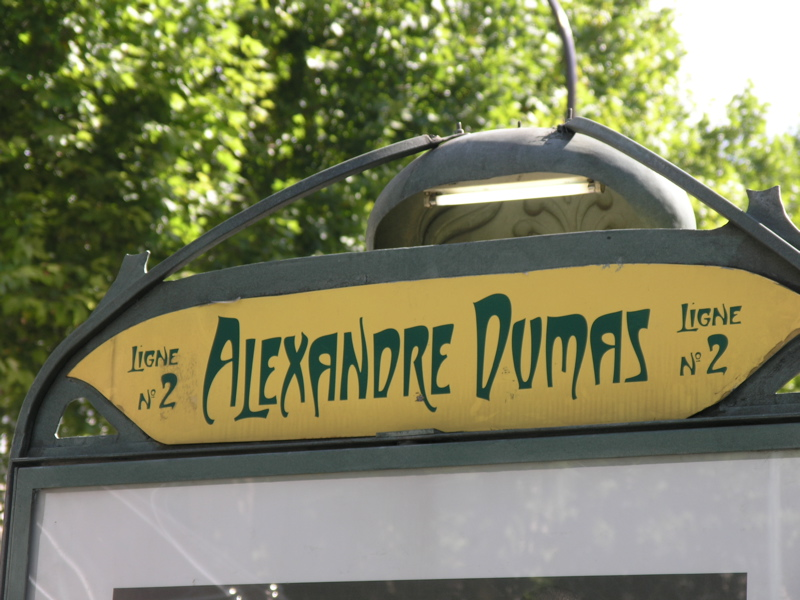
Tabule u vstupu do stanice

Alexandre Dumas je nepřestupní stanice pařížského metra na lince 2. Nachází se na hranicích 11. a 20. obvodu v Paříži pod Boulevardem de Charonne u křižovatky ulic Rue de Charonne a Rue de Bagnolet.

## Historie
Stanice byla otevřena 31. ledna 1903, když zde končil nový úsek linky ze stanice Anvers. Ovšem už 2. dubna téhož roku byla trať prodloužena dále do stanice Nation.

## Název
Stanice byla původně otevřena pod jménem Bagnolet podle ulice Rue de Bagnolet. Od 13. září 1970 nese současný název podle ulice Rue Alexandre Dumas pojmenované po slavném spisovateli, autorovi Třech mušketýrů.

## Vstupy
Ze stanice vede jen jeden východ na Boulevard de Charonne u domu č. 111.